# اچ‌ام‌اس چلنجر (۱۹۳۱)
اچ‌ام‌اس چلنجر (۱۹۳۱) (به انگلیسی: HMS Challenger (1931)) یک کشتی بود که طول آن ۲۲۰ فوت (۶۷ متر) بود. این کشتی در سال ۱۹۳۱ ساخته شد.